# Pic de la Portella (Vall de Cardós)
El Pic de la Portella és una muntanya de 1.911,9 metres d'altitud que es troba a cavall dels termes municipals d'Esterri de Cardós i de Vall de Cardós, a la comarca del Pallars Sobirà. Antigament també era termenal entre Estaon i Ribera de Cardós.
Està situat a llevant de Cassibrós, al nord-oest del Pla de Negua i al nord del Pui de Cassibrós.